# Coelotes thailandensis
Coelotes thailandensis là một loài nhện trong họ Amaurobiidae.
Loài này thuộc chi Coelotes. Coelotes thailandensis được Pakawin Dankittipakul & Jia-Fu Wang miêu tả năm 2003.